# Mihály Csokonai Vitéz
Mihály Csokonai Vitéz  est un poète hongrois né à Debrecen le 17 novembre 1773 et mort à Debrecen le 28 janvier 1805. Il est le principal représentant de la poésie lyrique de son pays entre Bálint Balassi et Sándor Petőfi. 

## Vie et œuvre

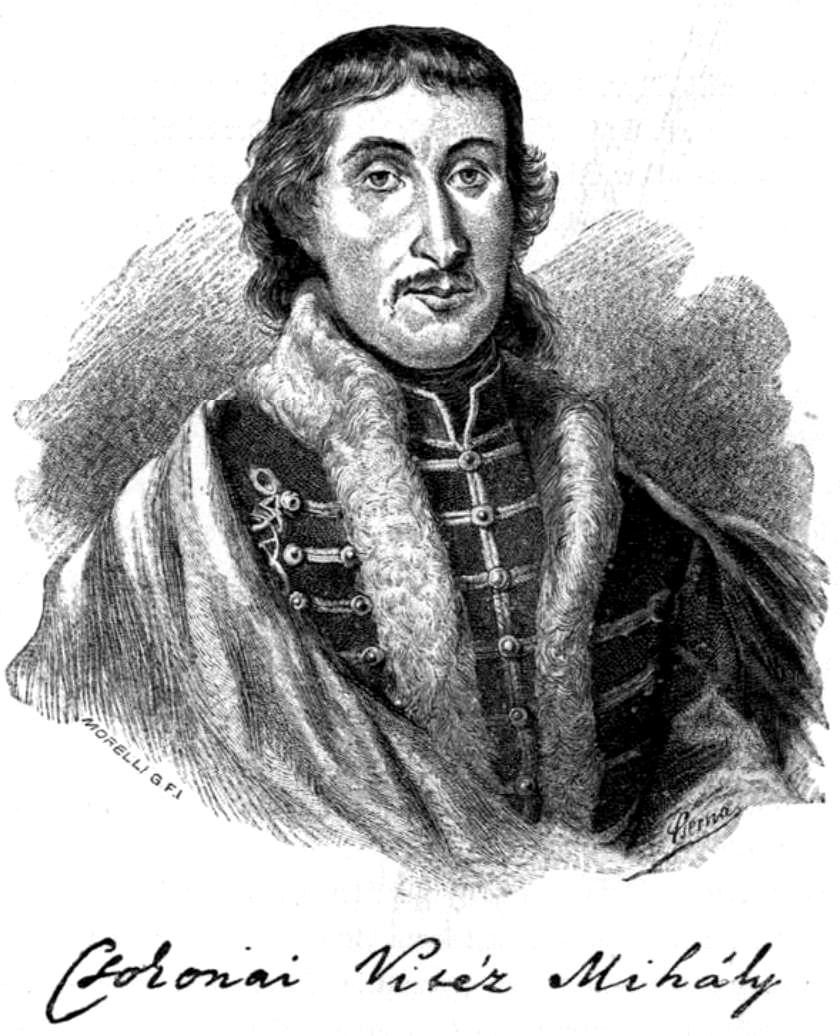

Son œuvre la plus connue est Dorothée ou le Triomphe des dames sur le Carnaval (1804), un poème à la fois épique et comique. Il écrit également des poèmes inspirés des idées de Jean-Jacques Rousseau. Il meurt très jeune d'une pneumonie après une vie passée dans la misère. Ses poèmes d'amour Chants de Lilla (1805) sont publiés après sa mort.